# گالگاهویز
گالگاهویز (به مجاری:  Galgahévíz) یک شهرداری در مجارستان است که در ناحیه آسود واقع شده‌است. گالگاهویز ۳۱٫۱۸ کیلومتر مربع مساحت و ۲٬۵۱۲ نفر جمعیت دارد.

## خواهرخوانده
شهر رادن خواهرخواندهٔ گالگاهویز هست.